# Финтина-Маре (Сучава)
Финтина-Маре (рум. Fântâna Mare) — село у повіті Сучава в Румунії. Входить до складу комуни Финтина-Маре.
Село розташоване на відстані 331 км на північ від Бухареста, 26 км на південь від Сучави, 101 км на захід від Ясс.

## Населення
За даними перепису населення 2002 року у селі проживали 1012 осіб, з них 1011 осіб (99,9%) румунів. Рідною мовою 1011 осіб (99,9%) назвали румунську.